# 제4회 KBS 창작동요대회
- 방영일: 1992년 10월 11일 일요일 오후 5:30 KBS 1TV
- 녹화일: 1992년 10월 8일 목요일 오후 5:00
- 장소: 여의도 KBS 공개홀
- 사회: 김병찬, 이한숙

- 시상내역
  - 최우수상 1팀 - 상금 150만원과 상패, 교육부장관상, 디지털피아노 1대
  - 우수상 2팀 - 각각 상금 100만원과 상패, 오디오 컨퍼넌트
  - 장려상 3팀 - 각각 상금 50만원과 상패, 전자키보드
  - 참가상 본선팀 모두 - 기념패

- 심사위원
  - 한용희(동요작곡가)
  - 어효선(아동문학가)
  - 김숙경(동요작곡가)
  - 윤학원(중앙대 작곡과 교수)
  - 임정근(경원대 성악과 교수)
  - 이순영(교육부 교육연구관)
  - 유병무(선화예고 음악부장)
  - 이경숙(동요작곡가,3회대회 최우수상 작곡자)
  - 이수인(KBS어린이합창단 단장)
  - 강일파(KBS교양제작국 제작위원)

- 참가팀: 예선에 237곡이 참여해 1,2차예선을 거쳐 최종본선에 18팀이 오름.

| 참가번호 | 곡명            | 작사   | 작곡                                  | 가창자                                                                | 비고     |
| -------- | --------------- | ------ | ------------------------------------- | --------------------------------------------------------------------- | -------- |
| 1        | 가을            | 양선희 | 양선희(강원 태백 상장국민학교 교사)   | 김희영(강원 태백 황지국민학교)                                        |          |
| 2        | 끼리끼리        | 김종상 | 진동주(서울 계남국민학교 교사)        | 이설아, 이예원, 조진현, 최경진, 박아름(서울 계남국민학교)             |          |
| 3        | 종이배          | 김삼진 | 정동수(광주 대성국민학교 교사)        | 박세영(광주 대성국민학교)                                             |          |
| 4        | 모두가 즐거워요 | 엄기원 | 김정실(인천 동부국민학교 교사)        | 이은지, 최정아(인천 동부국민학교)                                     |          |
| 5        | 등불이 하나 둘  | 엄기원 | 박영근(전북 완주 수선국민학교 교사)   | 박종진(전북 전주 동신국민학교 4학년)                                  |          |
| 6        | 꽃다발          | 김교현 | 문원자(서울 풍납국민학교 교사)        | 김은영, 김나리, 오지윤, 신미경(서울 풍납국민학교)                     |          |
| 7        | 비 오는 오솔길  | 신현득 | 김남삼(전남 함평 손불동국민학교 교사) | 김겨울(광주 봉주국민학교 6학년)                                       | 최우수상 |
| 8        | 버들피리        | 임석재 | 정연택(경기 안산 본오국민학교 교사)   | 조문희(서울 중대부속국민학교 6학년)                                   | 우수상   |
| 9        | 들국화          | 선용   | 김태호(부산 배정국민학교 교사)        | 김현정(부산 연산국민학교 6학년)                                       |          |
| 10       | 박꽃 피는 마을  | 김원겸 | 김정철(동요 작곡가)                   | 고영화(서울 도성국민학교 6학년), 이경은(서울 구룡국민학교 6학년)      |          |
| 11       | 옛날얘기        | 윤혜섭 | 윤혜섭(서울 상원국민학교 교사)        | 문세나(서울 상원국민학교 6학년)                                       |          |
| 12       | 꿈을 심겠어요   | 고상순 | 한지영(동요 작곡가)                   | 김태헌(충북 청주 중앙국민학교 6학년), 서정화(서울 계성국민학교 5학년) |          |
| 13       | 씨름            | 우덕상 | 우덕상(경남 마산 팔룡국민학교 교사)   | 이평은(경남 마산 봉덕국민학교 6학년)                                  | 장려상   |
| 14       | 새로운 길       | 윤동주 | 안갑상(서울 천동국민학교 교사)        | 이인혜(경기 과천국민학교 6학년)                                       | 우수상   |
| 15       | 옛날 우리 집    | 김옥배 | 이명호(충북 충주 삼원국민학교 교사)   | 신델라(서울 동일국민학교 6학년)                                       |          |
| 16       | 내 마음 파랗게  | 김완기 | 송택동(서울 관악국민학교 교사)        | 김민경(서울 신우국민학교 5학년)                                       |          |
| 17       | 자연의 소리     | 이강산 | 이강산(한국 어린이선교신학교 교사)    | 안선희(경기 성남 하원국민학교 6학년)                                  | 장려상   |
| 18       | 잔디밭          | 신현득 | 조원경(동요 작곡가)                   | 삼호어린이합창단(삼호사회체육센터)                                    | 장려상   |